# Nebahat Çehre
Hilal Nebahat Çehre (Samsun, Törökország, 1943. március 15. –) Arany Narancs-díjas török színésznő, énekesnő és modell, az 1960-ban megrendezett Miss Turkey szépségverseny győztese.

## Pályafutása
Édesapja İzzet Çehre ügyvéd, édesanyja Müzeyyen Çehre háztartásbeli. Miután apja szívrohamban meghalt, a család Isztambulba költözött. Édesanyja még kétszer házasodott. Nebahat már 15 évesen modellkedett. 1960-ban, a Miss Turkey szépségverseny megnyerésével ő képviselte Törökországot a Miss World szépségversenyen.
1961-ben szerepelt először filmben, mégpedig a Yaban Gülüm-ben. 1967. január 30-án összeházasodott Yılmaz Güney török színésszel, akitől 1968 áprilisában elvált.

## Filmográfia

### Filmek
- Yaban Gülüm (1961)
- Memnu Meyva (1962)
- Meçhule Gidenler (1962)
- Gümüş Gerdanlık: Nilgün (1962)
- Aşk Bekliyor (1962)
- Acı Hayat: Filiz (1962)
- Kanun Kanundur (1962)
- Esir Kuş (1962)
- Sevimli Serseri (1962)
- İki Vatanlı Kadın (1963)
- Çiçeksiz Bahçe (1963)
- Barut Fıçısı (1963)
- Bize de mi Numara (1963)
- Avanta Kemal (1964)
- İki Sene Mektep Tatili (1964)
- Güzeller Kumsalı (1964)
- Çöpçatanlar Kampı (1964)
- Dev Adam (1964)
- Kral Arkadaşım (1964)
- Affetmeyen Kadın (1964)
- Kamalı Zeybek (1964)
- Lekeli Aşk (1964)
- Dağ Başını Duman Almış (1964)
- Dağların Oğlu (1965)
- Silaha Yeminliydim: Zeynep (1965)
- Şoförün Kızı (1965)
- Kardeş Belası (1965)
- Melek Yüzlü Caniler (1965)
- Silahların Sesi: Selma (1965)
- Pişkin Delikanlı (1965)
- İçimizdeki Boşluk (1965)
- Dokuz Canlı Adam (1965)
- Kırık Hayatlar: Gülşen (1966)
- Aslanların Dönüşü (1966)
- Aslanların Dönüşü: Alangu (1966)
- Yalnız Adam (1966)
- İntikam Fırtınası (1966)
- Büyük İntikam (1966)
- Dövüşmek Şart Oldu (1966)
- Eşrefpaşalı (1966)
- Kibar Haydut (1966)
- At Avrat Silah: Alicik (1966)
- Yedi Dağın Aslanı (1966)
- Felaket Kuşu (1967)
- Balatlı Arif (1967)
- Eşkiya Celladı (1967)
- Çirkin Kral Affetmez (1967)
- Pire Nuri: Hacıhüsrevli Melahat (1968)
- Hacı Murat Geliyor (1968)
- Korkusuz Yabancı (1968)
- Parmaksız Salih: Nazan (1968)
- Malkoçoğlu Kara Korsan: Princess Dominica Elena (1968)
- Aşkların En Güzeli (1968)
- Kızıl Maske (1968)
- Beyoğlu Canavarı: Fariha (1968)
- Toprağın Gelini (1968)
- Seyyit Han (1968)
- Demir Pençe (1969)
- Zorro'nun İntikamı (1969)
- Zorro Kamçılı Süvari (1969)
- Zorro'nun Kara Kamçısı (1969)
- Zorro Dişi Fantoma'ya Karşı (1969)
- Yayla Kızı Gül Ayşe (1969)
- Talihsiz Gelin (1969)
- Sürgünler (1969)
- Kirli Yüzlü Melek (1969)
- Dikenli Hayat (1969)
- Demir Pençe Casuslar Savaşı (1969)
- Namluda Üç Kurşun (1969)
- Çılgınlar Cehennemi (1969)
- Yılan Soyu: Ayfer (1969)
- Ringo Vadiler Kaplanı (1969)
- Ölüm Şart Oldu (1969)
- Nisan Yağmuru	(1969)
- Namus Fedaisi	(1969)
- Bir Çirkin Adam (1969)
- Fatoş Talihsiz Yavru (1970)
- Adsız Cengaver (1970)
- Yaşamak İçin Öldüreceksin (1970)
- Müthiş Türk (1970)
- Günahsız Katiller	(1970)
- Ecelin Gölgesinde (1970)
- Ana Gibi Yar Olmaz (1970)
- Kaderin Pençesinde (1970)
- Sürgünden Geliyorum (1971)
- İntikam Kartallan (1971)
- Elmacı Kadın (1971)
- Kan Dökmez Remzi (1972)
- Alçaklar Cehenneme Gider: Nevin (1972)
- Aynı Yolun Yolcusu: Tülin Aydan (1972)
- Beş Tavuk Bir Horoz (1974)
- Yarış (1975)
- Kahreden Gençlik: Aynur (1985)
- Güneşteki Leke (1986)
- Eski Sevdalar Gibi (1987)
- Kimlik (1988)
- Yaşamak (1988)
- Yedikuleli Mihriban (1992)
- Kardelen (2002)
- Gülüm	(2002)
- Zalim (2002)
- Dün Gece Bir Rüya Gördüm (2006)
- Kanlı Ocak: Nagymama (2015)

### Televízió
- Yeni Hayat: Asya Zeren (2001)
- Haziran Gecesi: Kumru Aydın (2004)
- Candan Öte: Nihan Özüm (2006)
- Tiltott szerelem: Firdevs Yöreoğlu (Magyarországon a TV2 kereskedelmi csatorna mutatta be, magyar hang: Bencze Ilona) (2008–2010)
- Szulejmán: Ajse Hafsza szultána (Magyarországon az RTL Klub kereskedelmi csatorna mutatta be, magyar hang: Frajt Edit) (2011–2012)
- A.Ş.K: Neslihan Vural (2013)
- Piszkos pénz, tiszta szerelem: Zerrin Denizer (2014–2015)
- Yuvamdaki Düşman: Olcay (2018)
- Menajerimi Ara: Önmaga (2020)